# Maga Martina e il libro magico del draghetto
Maga Martina e il libro magico del draghetto (Hexe Lilli – Der Drache und das magische Buch) è un film del 2009 diretto da Stefan Ruzowitzky.
Il soggetto è tratto dalla serie di libri Maga Martina di Knister.
Nel 2011 è stato realizzato un sequel, intitolato Maga Martina 2 - Viaggio in India.

## Trama
In un bosco di una località non precisata c'è una casa a forma di una grande nave in cui vivono l'anziana strega Teodolinda e il suo piccolo drago Ettore.
Un giorno alla dimora si presenta una giovane ragazza bionda molto beneducata, la quale si rivela poi essere Geronimo, un perfido mago intento a rubare il libro magico di Teodolinda per governare il mondo. La strega subito lo caccia via, dopodiché decide di trovare un'erede per custodire il libro magico, essendo lei troppo anziana per poterlo fare.
Teodolinda incarica così Ettore di cercare la sua degna erede, il drago si mette a quel punto in volo, arrivando nella casa di Martina, una giovane bambina, la quale scopre di essere la nuova Super Maga che dovrà superare una prova di 99 ore impedendo a Geronimo di prendersi il libro. La ragazzina, così, accetta.
Il giorno successivo Martina, andando a scuola, decide di provare delle formule magiche, finendo involontariamente per far allagare la sua classe. Nel frattempo la mamma della protagonista trova il libro magico e, credendo che la figlia lo abbia preso dalla sua libreria, decide di metterlo in vendita. Geronimo lo vede e riesce con un inganno a prenderlo, ipnotizzando la donna. Martina ed Ettore decidono di andare a riprendersi il libro e si recano così nel castello di Geronimo, seguiti da Leo, il fratello della protagonista, e riescono alla fine a recuperarlo tra mille peripezie, ma lo stregone prende in ostaggio Leo, costringendo Martina ed Ettore a ridargli il libro in cambio della sua libertà. I due sono così costretti ad accettare.
La sera stessa Martina riceve la visita di Teodolinda, la quale le rivela un segreto: Geronimo infatti non è capace di ipnotizzare i bambini, per cui la giovane dovrà creare una sua piccola squadra in modo da sconfiggere lo stregone e recuperare il libro.
Il giorno successivo Martina, insieme ad Ettore, Leo e alcuni suoi compagni di classe, si intrufola nel covo di Geronimo e riesce a causare un'interferenza nel suo programma per ipnotizzare tutto il mondo. Dopodiché recupera il libro e lei e gli altri cercano di scappare, solo per essere immobilizzati dagli schiavi di Geronimo. Martina così lancia un incantesimo d'amore su quest'ultimo, facendolo innamorare perdutamente di lei, e lo convince a rimpicciolirsi del tutto, per poi rinchiuderlo in un barattolo, sconfiggendolo definitivamente.
Subito dopo arriva Teodolinda, la quale si congratula con Martina e afferma che può finalmente andare in pensione, avendo trovato la sua degna erede, infatti la protagonista diventa la nuova proprietaria del libro magico. Ettore e Teodolinda possono così tornare a casa, mentre Martina e Leo riprendono la loro vita con normalità.

## Riconoscimenti
- 2009 - German Film Awards
  - Nomination Miglior film per bambini a Michael Coldewey e Corinna Mehner
- 2009 - German Children's-Film & TV-Festival
  - Miglior film a Stefan Ruzowitzky, Armin Toerkell e Ralph Martin
  - Miglior regia a Stefan Ruzowitzky
  - Miglior interpretazione a Alina Freund
- 2009 - Munich International Film festival
  - Elefante bianco al miglior giovane interprete a Alina Freund